# Zweifarbfledermäuse
Die Zweifarbfledermäuse (Vespertilio) sind eine Fledermausgattung aus der Familie der Glattnasen (Vespertilionidae). Die Gattung umfasst drei Arten, die in Eurasien verbreitet sind, am bekanntesten ist die (Europäische) Zweifarbfledermaus  (Vespertilio murinus).
Ihren Namen haben die Fledermäuse durch das kurzhaarige, dichte zweifarbige Rückenfell. Es ist rot- bis dunkelbraun und an den Haarspitzen silberweiß. Die Bauchseite ist dunkelbraun bis gräulich gefärbt. Zweifarbfledermäuse erreichen eine Kopfrumpflänge von 55 bis 75 Millimetern, ihr Schwanz wird 35 bis 50 Millimeter lang. 
Zweifarbfledermäuse bevorzugen ursprünglich felsiges Terrain mit Höhlen oder Felsspalten als Ruheplätze. Aufgrund ihrer Vorliebe für menschengemachte Behausungen dürfte sich ihr Verbreitungsgebiet vergrößert haben. Ihr Lebensraum sind vorwiegend Wälder, man findet sie aber auch in Grasländern und gebirgigen Regionen. In den kälteren Monaten unternehmen sie oft lange Wanderungen in wärmere Gebiete.
Wie die meisten Fledermäuse sind sie nachtaktiv, sie kommen gegen Abend aus ihrem Unterschlupf und begeben sich auf Nahrungssuche. Dabei fliegen sie üblicherweise in mehr als 20 Metern Höhe und jagen Insekten (vorwiegend Zweiflügler und Nachtfalter). 
Es werden drei Arten unterschieden:
- Die (Europäische) Zweifarbfledermaus (Vespertilio murinus) ist in Europa und dem nördlichen und westlichen Asien verbreitet.
- Die Asiatische Zweifarbfledermaus (Vespertilio sinensis) lebt in Nordostchina, Südostrussland, Korea und Japan.
- Vespertilio orientalis ist in Ostchina, Taiwan und Japan beheimatet. V. orientalis wird in neueren Abhandlungen als Unterart der Asiatischen Zweifarbfledermaus geführt.